# Heinrich Beck (Politiker)

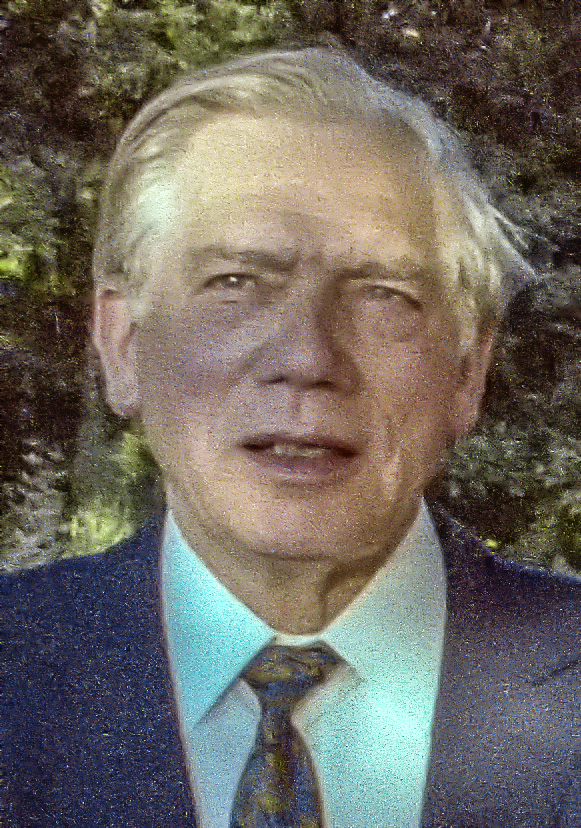
Heinrich Beck (1984)

Heinrich Beck (* 8. April 1911 in Borbeck bei Essen; † 12. September 1986) war ein hessischer Politiker (CDU) und Abgeordneter des Hessischen Landtags.

## Ausbildung und Beruf
Heinrich Beck besuchte nach der Volksschule, Berufsschule und Volkshochschule das Soziale Seminar in Köln. 1933 bis 1939 war er Verbandssekretär der Deutschen Kolpingsfamilie, bis 1946 Reichssenior und 1939 bis 1944 Betriebsleiter. 1940 bis 1945 leistete er Wehrdienst. Nach dem Krieg war er Leiter des Wohlfahrts- und Jugendamtes Hünfeld.

## Politik
Heinrich Beck trat 1945 der CDU bei. In der CDU war er stellvertretender Kreisvorsitzender der CDU für den Landkreis Hünfeld, Mitglied des CDU-Landesvorstandes der CDU Hessen und des CDU-Bundesausschusses.
1946 bis 1972 war er Landrat in Hünfeld und nach der Gebietsreform in Hessen 1972 bis 1976 Erster Beigeordneter des Kreises Fulda.
Vom 1. August 1957 bis 1. März 1967 und vom 1. August 1973 bis 31. Oktober 1981 war er Mitglied der Verbandsversammlung des Landeswohlfahrtsverbandes Hessen und dort vom 1. August 1973 bis zum 31. Oktober 1977 Vizepräsident.
Vom 15. Juli 1946 bis zum 30. November 1946 war er Mitglied der Verfassungberatenden Landesversammlung Groß-Hessen und vom 1. Dezember 1966 bis zum 30. November 1970 Mitglied des Hessischen Landtags.
1969 war er Mitglied der 5. Bundesversammlung.

## Sonstige Ämter
Heinrich Beck war Vorsitzender des Aufsichtsrats der Kreiswohnungs- und Siedlungsgesellschaft Hünfeld, Mitglied des Aufsichtsrats der Kurhessischen Wohnungsbaugesellschaft Kassel und der Überlandwerke Fulda AG. Er war stellvertretender Vorsitzender des Landesfilmdienstes, der Beamtenversorgungskasse Hessen und des Vorstandes der Heimvolkshochschule Fürsteneck. Seit 1948 war er Mitglied des Verwaltungsausschusses des Landesarbeitsamtes Hessen.

## Ehrungen
- 1971: Verdienstkreuz 1. Klasse der Bundesrepublik Deutschland
- 1981: Wilhelm-Leuschner-Medaille
- 1986: Großes Verdienstkreuz der Bundesrepublik Deutschland

Sein Ehrengrab befindet sich auf dem Friedhof Frauenberg  in Fulda.

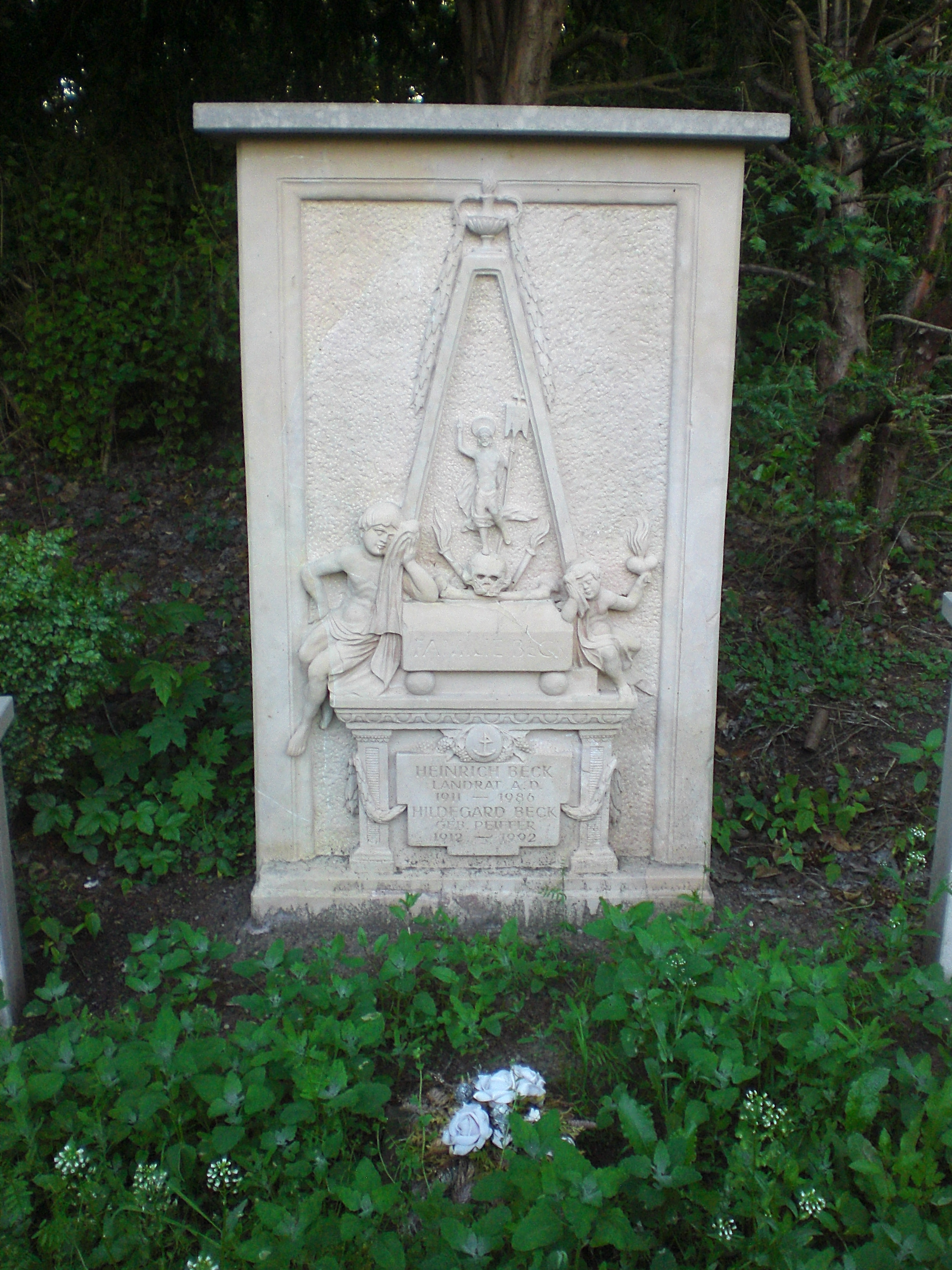
Grabstätte/Ehrengrab von Landrat a. D. Heinrich Beck